# Prionolepis
Prionolepis è un genere di pesci ossei estinto, appartenente agli alepisauriformi. Visse nel Cretaceo superiore (Cenomaniano - Turoniano, circa 95-90 milioni di anni fa) e i suoi resti fossili sono stati ritrovati in Libano e in Inghilterra.

## Descrizione
Il corpo di Prionolepis era lungo e affusolato, ma piuttosto forte e robusto. Rispetto ad altri pesci simili (come Eurypholis), Prionolepis è facilmente riconoscibile a causa di una fila laterale di scaglie molto alte dal bordo posteriore seghettato (da qui il nome Prionolepis, dal greco "scaglia a sega") e ricoperte di ganoina. Il muso era appuntito e molto allungato, e la mandibola era leggermente prognata. La lunghezza totale poteva raggiungere i 25 centimetri.

## Classificazione
Questo pesce è noto per due specie: P. angustus (proveniente dall'Inghilterra) e P. cataphractus, della quale sono stati ritrovati numerosi resti fossili completi, ritrovati nei giacimenti di Haqel e di Hgula (Libano). Prionolepis è considerato un rappresentante degli alepisauriformi, un gruppo di pesci predatori attualmente rappresentato da alcune specie, ma che nel Cretaceo era notevolmente più diffuso. Prionolepis è stato ascritto a una famiglia a sé stante, probabilmente imparentata con i Dercetidae, dal corpo ancora più allungato.

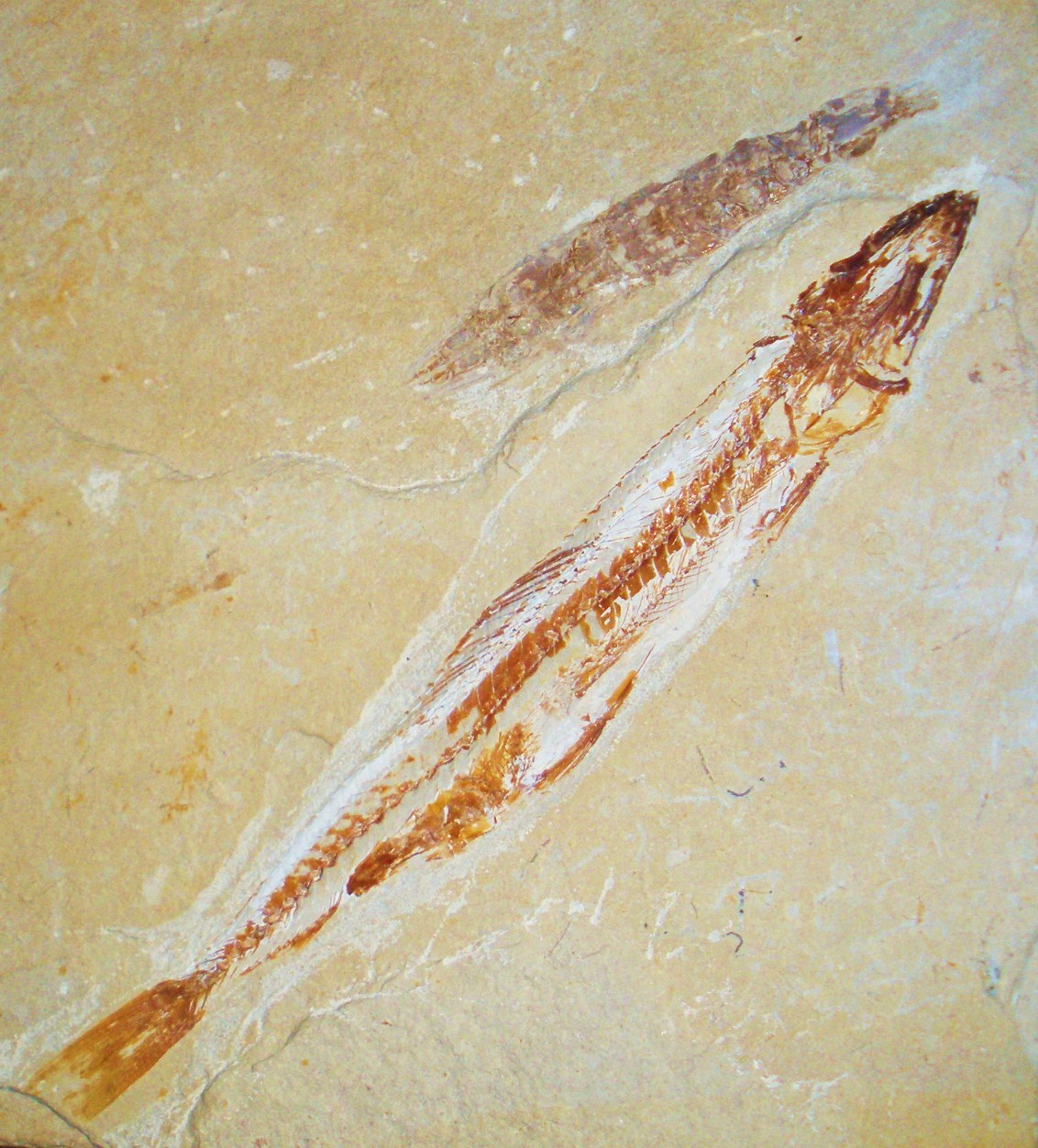
Fossile di Prionolepis cataphractus con all'interno del ventre una preda. Nell'angolo in alto a destra un fossile di Pseudosculda, affine all'attuale canocchia.

## Paleoecologia
Prionolepis era un pesce predatore, che spesso inghiottiva le sue prede intere: alcuni fossili provenienti dal Libano contengono, nella regione ventrale, resti di pesci più piccoli, ancora non del tutto digeriti. Prionolepis doveva essere un predatore nectonico molto vorace: ingeriva grandi prede (lunghe anche 1/3 della propria lunghezza), e a volte era proprio la grande dimensione delle prede a causare la morte del predatore.